# Shahrekord
Shahrekord o Shahr-e Kord (farsi شهرکرد) è il capoluogo della provincia di Chahar Mahal e Bakhtiari. Si chiamava originariamente Deh Kord, dove Deh sta per villaggio, è l'arabizzazione del nome antico Dezh-e Gord, dove Dezh significa in persiano fortezza e -gord paladino. Aveva, nel 2006, 126.746 abitanti. Si trova a un'altitudine di 2.061 m s.l.m.